# Кябелово
Кябелово — деревня в Вытегорском районе Вологодской области.
Входит в состав Анненского сельского поселения, с точки зрения административно-территориального деления — в Анненский сельсовет.
Расположена на берегу Ковжского озера, на трассе А119. Расстояние по автодороге до районного центра Вытегры — 55 км, до центра муниципального образования села Анненский Мост — 11 км. Ближайшие населённые пункты — Лоза, Рюмино, Якшино.
По переписи 2002 года население — 2 человека.
В реестр населённых пунктов в 1999 году была внесена под названием Кябелево. Изменение в реестр внесено в 2001 году.